# Complete Madness
Complete Madness is het eerste verzamelalbum van de Britse ska-popband Madness. Het werd in mei 1982 uitgebracht op Stiff en bevatte de hits die tot dan toe werden gescoord plus enkele B-kantjes en de nieuw opgenomen single House of Fun. Daarnaast verscheen er ook een videocassette van Complete Madness met alle clips, aankondigingsfilmpjes en twee Honda City-reclames die voor de Japanse markt werden gemaakt. Op de Australische persing - die na de zomer uitkwam - werd In The City vervangen door Driving In My Car. 
In Nederland haalde Complete Madness de zevende plaats, in Engeland stond het wekenlang op #1 (net als de single en de video) en werd het de derde bestverkopende plaat van 1982. 
In 2003 verscheen de cd-heruitgave.

## Tracklijst
1. "Embarrassment" (Thompson, Barson)
2. "Shut Up" (McPherson, Foreman)
3. "My Girl" (Barson)
4. "Baggy Trousers" (McPherson, Foreman)
5. "It Must Be Love" (Labi Siffre)
6. "The Prince" (Thompson)
7. "Bed & Breakfast Man" (Barson)
8. "Night Boat to Cairo" (McPherson, Barson)
9. "House of Fun" (Thompson, Barson)
10. "One Step Beyond" (Cecil Campbell) [Albumversie, op heruitgaven vervangen door de singleversie]
11. "Cardiac Arrest" (Smash, Foreman)
12. "Grey Day" (Barson)
13. "Take It or Leave It" (Thompson, Barson)
14. "In the City" (Barson, Crutchfield, Foreman, Inoue, McPherson, Smash)
15. "Madness" (Campbell)
16. "The Return of the Los Palmas 7" (Barson, Bedford, Woodgate)

## Trivia
- In 1994 werd de tribute-band Complete Madness (voorheen Beat the System) opgericht; deze onderscheidt zich van de rest door enkele niet-Madnessnummers te spelen. De band vierde in 2019 het 25-jarig jubileum.